# Bolbitis simplex
Bolbitis simplex là một loài thực vật có mạch trong họ Lomariopsidaceae. Loài này được R.C. Moran mô tả khoa học đầu tiên năm 1990.